# Новороссийка (Новосибирская область)
Новороссийка — упразднённая деревня в Баганском районе Новосибирской области России. На момент упразднения входила в состав Баганского сельсовета. Исключена из учётных данных в 1968 г.

## География
Располагалось на левом берегу реки Баган, в излучине, в 18 км к юго-востоку от села Баган.

## История
В 1928 году деревня Ново-Российка состояла из 71 хозяйстваа. В административном отношении входила в состав Троицкого сельсовета Черно-Курьинского района Славгородского округа Сибирского края.
Упразднёно решением Новосибирского облисполкома в 1968 году.

## Население
В 1926 году в деревне проживал 381 человек (185 мужчин и 196 женщин), основное население — украинцы.